# Sveučilište u Sarajevu
Sveučilište u Sarajevu (boš., srp.: Univerzitet u Sarajevu; lat. Universitas Studiorum Saraievoensis) je najveće i najstarije sveučilište u Bosni i Hercegovini sa sjedištem u Sarajevu osnovano 1949.

## Povijest
Povijest visokog obrazovanja u Sarajevu seže u 1537., kada je osnovan Gazi Husrev-begov vakuf. Gazi Husrev-begova knjižnica je u svojstvu pridruženog člana, najstarija institucija u okviru Sveučilišta u Sarajevu. Nakon dolaska Austro-Ugarske, osnovana je Šerijatska sudačka škola 1887., Zemaljski muzej 1888., Vrhbosanska katolička bogoslovija 1890. Sarajevsko-reljevska pravoslavna bogoslovija je 1892. uzdignuta na razinu visoke škole. Zemaljski muzej danas je pridruženi član, a Katolički bogoslovni fakultet punopravni član Sveučilišta u Sarajevu. Poljoprivredno-šumarski fakultet osnovan je 1940., a Medicinski fakultet 1944.
Godinu dana nakon Drugog svjetskog rata, u Sarajevu je s radom počela i Viša pedagoška škola te Biološki institut. Nakon što je poslije Medicinskog, Pravnog i Poljoprivredno-šumarskog fakulteta otvoren i Tehnički fakultet, Skupština NR BiH je 1949. donijela Zakon o Univerzitetu kojim je osnovano Sveučilište u Sarajevu. Filozofski fakultet (s prirodno-matematičkim odsjekom) i Veterinarski fakultet punopravni članovi Sveučilišta postali su 1950. Narednih desetljeća uslijedilo je razdoblje dinamičnog rasta.
Do 1975. Sveučilište u Sarajevu bilo je jedino sveučilište u BiH te osnovni pokretaš razvoja visokog obrazovanja i znanosti, značajno doprinoseći utemeljenju Sveučilišta u Banjoj Luci 1975., Sveučilišta u Tuzli 1976. i Sveučilišta u Mostaru 1977.
U vrijeme neovisnoti RBiH, Sveučilište u Sarajevu je imalo 19 fakulteta, 3 akademije, 4 visoke škole u Sarajevu i 2 fakulteta u Zenici. Tijekom rata u BiH i opsade Sarajeva (5. travnja 1992. – 29. veljače 1996.), Sveučilište je pretrpjelo velike ljudske i materijalne štete kroz stradanja, raseljavanje i odljev nastavnog kadra, fizičko razaranje zgrada i opreme Sveučilišta.
Nakon rata, Sveučilište u Sarajevu je zajedno s drugim sveučilištima u BiH 1996. pristupilo europskim programima podrške reformi visokog obrazovanja. To je razdoblje obilježeno djelovanjem Sveučilišta na saniranju posljedica ratnih razaranja, stvaranju ambijenta za nastavak stabilnog i kontinuiranog razvoja i potpunije uključivanje Sveučilišta u suvremene europske i svjetske akademske tokove.
U razdoblju od 1997. do 2000., Sveučilište u Sarajevu je koordiniralo na europskom planu prvi TEMPUS projekt nastavnog plana i programa po modelu 3+2. Sveučilište je kao cjelina akademske 2005./06. godine krenulo u proces reforme prema bolonjskim načelima. Razvio je ili sudjeluje u nekoliko međunarodno umreženih programa trećeg ciklusa studija koji nastoje slijediti EHEA-ERA standarde.

## Organizacija
Sveučilište u Sarajevu je velika i složena ustanova čiju strukturu danas čini trideset organizacijskih jedinica - 22 fakulteta, 3 akademije, 5 znanstveno-istraživačkih instituta, unutar šest grupacija iz područja društvenih, humanističkih, medicinskih, tehničkih, prirodno-matematičkih i biotehničkih znanosti te umjetnosti. Među pridruženim članovima Sveučilišta su Nacionalna i sveučilišna knjižnica Bosne i Hercegovine, Gazi Husrev-begova knjižnica i Zemaljski muzej Bosne i Hercegovine, kao i druge sveučilišne jedinice.
Usvajanjem Statuta Sveučilišta u svibnju 2013. od strane Senata Sveučilišta, u skladu s Okvirnim zakonom o visokom obrazovanju u BiH i Zakonom o visokom obrazovanju Sarajevske županije, Sveučilište je napravilo odlučan iskorak od labave asocijacije fakulteta ka Sveučilištu organiziranom na jedan od načina koje je oblikovala relevantna europska tradicija.
Trenutno su objekti većine članova i pridruženih članova Sveučilišta razmješteni na prostoru grada Sarajeva, dok se u Kampusu Sveučilišta, smještenom na lokalitetu bivše vojarne "Maršal Tito", trenutno nalazi skupina od pet fakulteta i dva instituta, te dodatni obrazovni i drugi studentski sadržaji. Urađeni su glavni projekti i pribavljene urbanističke suglasnosti za dio objekata predviđenih prvom fazom realizacije Master plana Kampusa. Master plan je dobio Campus Planing Award, u Bostonu 2004.